# James Nasmyth
James Hall Nasmyth (ook gespeld als Naesmyth, Nasmith of Nesmyth) (Edinburgh, 19 augustus 1808 – 7 mei 1890) was een Schots ingenieur en uitvinder van de stoomhamer.
Hij was mede-oprichter van Nasmyth, Gaskell & Company, fabrikant van machinegereedschap. Op zijn 48ste ging hij met pensioen en verhuisde hij naar Penshurst, waar hij met zijn hobby's astronomie en fotografie bezighield.

## Biografie
Nasmyth werd geboren in Edinburgh als zoon van Alexander Nasmyth, een bekend landschap- en portretschilder, en Barbara Foulis (1765-1848). Een van Alexanders hobby's was mechanica en hij bracht bijna al zijn vrije tijd door in zijn werkplaats waar hij zijn jongste zoon aanmoedigde hem daarbij te helpen met diverse soorten materialen. James werd naar de Royal High School gestuurd waar hij bevriend raakte met Jimmy Patterson, de zoon van een lokale ijzergieter. Hierdoor kon hij een groot deel van zijn tijd doorbrengen in de gieterij waar hij leerde te werken met hout, brons, ijzer en staal. In 1820 verliet hij school en bouwde hij, gebruikmakend van zijn vaders werkplaats, op zeventienjarige leeftijd zijn eerste stoommachine.
Van 1821 tot 1826 bezocht Nasmyth regelmatig de Edinburgh School of Arts (de huidige Heriot-Watt-universiteit). In 1828 bouwde hij een stoomvoertuig die acht passagiers over een afstand van ruim een mijl kon verplaatsen. Hij hoorde van de reputatie van Henry Maudsley's werkplaats en besloot er een aanstelling ter verkijgen wat in eerste instantie niet lukte omdat zijn vader het niet kon veroorloven hem er als leerjongen te plaatsen. Daarop besloot hij Maudsley te laten zien wat hij kon en maakte een compleet werkend model van een hogedruk stoommachine, inclusief werktekeningen en het construeren van de componenten zelf. In mei 1829 bezocht hij Maudsley in Londen en nadat hij zijn model had gedemonstreerd werd als assistent aangenomen voor 10 shilling per week. De samenwerking duurde maar kort omdat Maudsley twee jaar later overleed. Hierna werd Nasmyth door Maudsley's partner aangenomen als tekenaar.
Op zijn drieëntwintigste en met een gespaard geldbedrag van 69 pond besloot Nasmyth in Manchester een eigen gieterij te beginnen voor de fabricage van stoommachines, locomotieven, hydraulische persen en pompen. In 1836 opende hij en zijn zakenpartner Holbrook Gaskell de Bridgewater Foundry onder de handelsnaam Nasmyth, Gaskell & Company.

## Stoomhamer

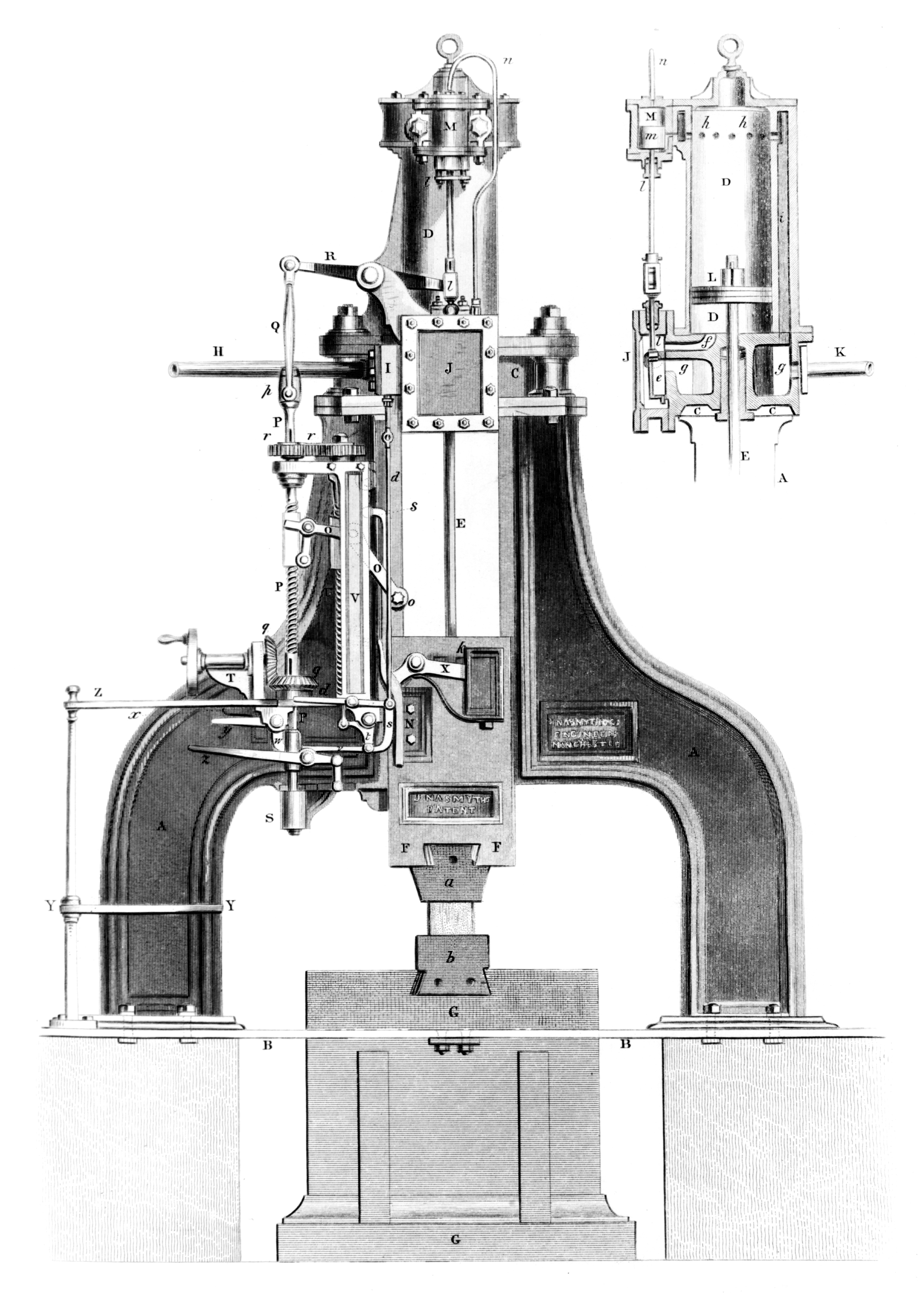
James Nasmyth's gepatenteerde stoomhamer

In 1837 ondervond de Great Western Steamschip Company grote problemen bij de bouw van het stoomschip de SS Great Britain omdat in heel Engeland geen smidshamer krachtig genoeg was voor het smeden van de schoepenradas. Hierop construeerde Nasmyth een machine waarin het hamerblok door een stoomzuiger werd aandreven. Omdat het ontwerp van de Great Britain bij nader inzien werd aangepast door een schroef in plaats van een schoepraderen stopt Nasmyth met de verdere ontwikkeling totdat de Franse ingenieur François Bourdon zijn idee plagieerde. Hierop patenteerde Nasmyth in 1854 alsnog zijn ontwerp en bouwde hij een exemplaar met een hamerblok van anderhalve ton.
Hiermee had Nasmyth de weg geëffend voor grootschalige ijzerproductie tijdens de industriële revolutie in Groot-Brittannië. Zijn stoomhamer bleek zo goed te functioneren dat hij de productiekosten van smeedijzer met wel vijftig procent terugbracht.
Een bijzondere toepassing van de stoomhamer was de heimachine, die een revolutie in de bouw betekende. De eerste grote brug waarbij gebruik werd gemaakt van de stoomheimachine van Nasmyth, was de High Level, bij Newcastle over de rivier de Tyne. Deze werd in 1846 gebouwd door Robert Stephenson.
Afgezien van de stoomhamer en de heimachine creëerde Nasmyth verscheidene andere belangrijke machinegereedschappen, waaronder een freesmachine en een tandartsboor aangedreven door een flexibele schacht met een spiraalveer.

## Latere leven
In 1856, toen hij achtenveertig jaar oud was, trok Nasmyth zich terug met de woorden: "I have now enough of this world's goods: let younger men have their change". Hij vestigde zich op zijn landgoed, dat hij  Hammerfield noemde, nabij Penshurst in het graafschap Kent. Hij richtte zich op zijn hobby's, waaronder astronomie. Hij bouwde zijn eigen 20-inch spiegeltelescoop waarmee hij het oppervlak van de maan bestudeerde, dat hij naschilderde.
Samen met James Carpenter (1840-1899) was hij co-auteur van het boek: "The Moon: Considered as a Planet, a World, and a Satellite". Het boek bevatte een interessante reeks 'maan'-foto's in een periode toen fotografie nog niet zover gevorderd was dat het mogelijk was om actuele foto's van het maanoppervlak te maken. Daarom boetseerde hij, aan de hand van visuele waarnemingen, met hoge precisie maanmodellen die hij vervolgens fotografeerde. Een krater op de maan is naar hem vernoemd.
Na zijn overlijden in 1890 werd zijn as bijgezet in de noordsectie van de Dean Cemetry in westelijk Edinburgh. 
Een groot gedenkteken markeert zijn graf, waarin een model van een stoomhamer is gegrafeerd. Het gedenkteken dient ook als aandenken voor zijn broer, James Nasmyth (1787-1831).
- Bibsys: 90063637
- Stuttgart Database of Scientific Illustrators 1450–1950: 11350
- Gemeinsame Normdatei: 116883758
- International Standard Name Identifier: 0000 0000 8099 915X
- Library of Congress Control Number: n84122169
- Nationale Bibliotheek van Israël: 987007317177005171
- Nationale Bibliotheek van Polen: a0000001862012
- Nederlandse Thesaurus van Auteursnamen: 072828072
- PIC: 2254
- RKD-Nederlands Instituut voor Kunstgeschiedenis: 58886
- SNAC: w62v4hkd
- Système universitaire de documentation: 147281334
- Trove: 1177559
- Union List of Artist Names: 500001679
- Virtual International Authority File: 20443177
- WorldCat: E39PBJqK99cbX9CktHRm9CWCcP

1. ↑  Gemeinsame Normdatei; geraadpleegd op: 14 augustus 2015; GND-identificatiecode: 116883758.
2. ↑  Grote Sovjetencyclopedie (1969–1978); geraadpleegd op: 28 september 2015; paragraaf of sectie: Несмит Джеймс.
3. ↑  https://www.worldhistory.org/Steam_Hammer/?esh=&emd=&lid=ac74a77c22